# Winfried Heinemann
Winfried Heinemann (* 22. Dezember 1956 in Dortmund) ist ein pensionierter deutscher Offizier (Oberst  a. D.) und Militärhistoriker. Er wirkte am Zentrum für Militärgeschichte und Sozialwissenschaften der Bundeswehr und war von 2014 bis 2025 Honorarprofessor an der Brandenburgisch Technischen Universität Cottbus-Senftenberg.

## Leben
Winfried Heinemann legte 1975 am Max-Planck-Gymnasium in Dortmund sein Abitur ab. Von 1975 bis 1976 leistete er u. a. als Reserveoffizieranwärter Wehrdienst bei der Bundeswehr. Danach studierte er Geschichte und Anglistik an der Ruhr-Universität Bochum und am Department of War Studies am King’s College London. 1979 wurde er zum Leutnant der Reserve befördert.
1983 trat er im Alter von 26 Jahren als Hauptmann wieder in die Bundeswehr ein und wurde u. a. von 1984 bis 1986 als Kompaniechef in Rheine verwendet. Von 1986 bis 1998 war er wissenschaftlicher Mitarbeiter am Militärgeschichtlichen Forschungsamt (MGFA) in Freiburg im Breisgau und Potsdam. Darüber hinaus war er Redakteur der Zeitschrift Militärgeschichte und wissenschaftlicher Assistent des Amtschefs. 1995 wurde er bei Hans Mommsen in Bochum mit einer Arbeit über die Frühgeschichte der NATO zum Dr. phil. promoviert. 1998 fungierte er als Einsatztagebuchführer im NATO-Hauptquartier Europa SHAPE in Mons, Belgien. Von 1998 bis 2001 war er als Referent für Militärgeschichte, Historische Bildung und Tradition im Bundesministerium der Verteidigung, Führungsstab der Streitkräfte (Fü S) tätig.
Ab 2001 war er wieder wissenschaftlicher Mitarbeiter am MGFA; von 2004 bis 2010 leitete er den Bereich „Militärgeschichte der DDR im Bündnis“. 2008 übernahm er die kommissarische Leitung der Abteilung Forschung und 2010 die Leitung der Abteilung Ausbildung, Information, Fachstudien. Im Jahr 2012 war er Teilnehmer des NATO Defense College (NDC) Senior Course 120 (SC 120) in Rom. Von 2013 bis 2016 war er Chef des Stabes im Zentrum für Militärgeschichte und Sozialwissenschaften der Bundeswehr (ZMSBw). Seit Juli 2018 ist er im Ruhestand.
2004–2017 und erneut seit 2022 war/ist er außerdem Generalsekretär der Deutschen Kommission für Militärgeschichte innerhalb der Internationalen Kommission für Militärgeschichte (CIHM). Er ist zugleich Generalsekretär des Bibliografischen Komitees der CIHM. 2005–2009 wirkte er als Pressesprecher der Gemeinschaft Katholischer Soldaten (GKS). 2011 und erneut 2017 übernahm er eine Gastprofessur an der Munk School of Global Affairs der University of Toronto. 2014 wurde er Honorarprofessor für Zeitgeschichte an der Brandenburgisch Technischen Universität Cottbus-Senftenberg. Seit 2020 ist er Honorary Researcher am Centre for War and Diplomacy der Lancaster University.
Winfried Heinemann ist Vater von zwei Söhnen.

## Forschungsschwerpunkte
Zu seinen Forschungsschwerpunkten gehören u. a. der militärische Widerstand gegen den Nationalsozialismus, die Militärgeschichte der NATO und der DDR im Rahmen des Warschauer Paktes sowie die Tradition der Bundeswehr.
Heinemanns 2019 publiziertes Buch Unternehmen „Walküre“. Eine Militärgeschichte des 20. Juli 1944 wurde von der Historischen Zeitschrift als „eine bedeutende Bereicherung der Forschung zum 20. Juli 1944“ beurteilt. Peter Steinbach würdigte dieses Buch als eine „auf Jahre hinaus unverzichtbare Gesamtdarstellung zum Vor- und Umfeld des 20. Juli 1944, die trotz der Konzentration auf Militärgeschichte den Widerstand in seiner ganzen Breite, Vielfalt und Widersprüchlichkeit beleuchtet“.

## Schriften (Auswahl)

### Monografien
- Vom Zusammenwachsen des Bündnisses. Die Funktionsweise der NATO in ausgewählten Krisenfällen 1951–1956 (= Entstehung und Probleme des Atlantischen Bündnisses. Band 1). Oldenbourg, München 1998, ISBN 3-486-56368-8.
- Die DDR und ihr Militär (= Beiträge zur Militärgeschichte, Militärgeschichte kompakt. Band 3). Oldenbourg, München 2011, ISBN 978-3-486-70443-3.
- Unternehmen „Walküre“. Eine Militärgeschichte des 20. Juli 1944 (= Zeitalter der Weltkriege. Band 21). de Gruyter/Oldenbourg, München 2019, ISBN 978-3-11-063731-1

### Herausgeberschaften
- Mit Norbert Wiggershaus: Das internationale Krisenjahr 1956. Polen, Ungarn, Suez (= Beiträge zur Militärgeschichte. Band 48). Oldenbourg, München 1999, ISBN 3-486-56369-6.
- Mit Norbert Wiggershaus: Nationale Außen- und Bündnispolitik der NATO-Mitgliedstaaten (= Entstehung und Probleme des Atlantischen Bündnisses. Band 2). Oldenbourg, München 2000, ISBN 3-486-56489-7.
- Mit Torsten Diedrich, Christian F. Ostermann: Der Warschauer Pakt. Von der Gründung bis zum Zusammenbruch, 1955 bis 1991 (= Militärgeschichte der DDR. Band 16). Links, Berlin 2009, ISBN 978-3-86153-504-1.
- Mit Eberhard Birk, Sven Lange: Tradition für die Bundeswehr – neue Aspekte einer alten Debatte. Hartmann, Miles-Verlag, Berlin 2012, ISBN 978-3-937885-60-5.